# Aeroportul Internațional Allama Iqbal
Aeroportul Internațional Allama Iqbal (IATA: LHE, ICAO: OPLA) este un aeroport din Lahore, Lahore District⁠(d), Lahore Division⁠(d), Punjab, Pakistan ce deservește zona Lahore. Aeroportul a fost tranzitat în 2018 de 4.490.182 de pasageri.
Situat la o altitudine de 213 m, aeroportul dispune de 2 piste. Este operat de Pakistan Civil Aviation Authority⁠(d).

## Infrastructură

### Piste
Aeroportul dispune de 2 piste. Pista 18R/36L are suprafața de asfalt și dimensiunile 2.900 m × 45 m. Pista 18L/36R are suprafața de beton și dimensiunile 3.360 m × 45 m. 